# Парламентарни избори у Аустрији 2008.
Парламентарни избори у Аустрији 2008. су одржани 28. септембра 2008. и били су 24 парламентарни избори у историји Аустрије. Ови избори су одржани због повлачења Аустријске народне странке из велике коалиције са Социјалдемократском партијом Аустрије 7. јула 2008. На овим изборима су управо ове две странке доживеле велике поразе, јер су изгубиле доста гласова и мандата. Због њиховог губитка, велики профит су оствариле странке крајње деснице попут Слободарске партије Аустрије и Савеза за будућности Аустрије. Зелена странка коју је предводио Александер Ван дер Белен је освојила мање гласова и изгубила једно место у парламенту Аустрије.

## Изборни резултати
Резултати парламентарних избора у Аустрији 2008.
| Политичка партија                      | гласова   | гласова  | %     | %     | број посланика | број посланика |
| Политичка партија                      | 2008      | ±        | 2008  | ±     | 2008           | ±              |
| -------------------------------------- | --------- | -------- | ----- | ----- | -------------- | -------------- |
| Социјалдемократска партија Аустрије () | 1.430.206 | −233.780 | 29,26 | -6,08 | 57             | -11            |
| Аустријска народна странка ()          | 1.269.656 | −346.837 | 25,98 | -8,35 | 51             | -15            |
| Слободарска партија Аустрије ()        | 857.029   | +337.431 | 17,54 | +6,5  | 34             | +13            |
| Савез за будућност Аустрије ()         | 522.933   | +329.394 | 10,70 | +6,59 | 21             | +14            |
| Зелени - Зелена алтернатива ()         | 509.936   | −10.194  | 10,43 | -0,62 | 20             | -1             |
| Остале партије                         | 297.549   | -        | 6,1   | -     | 0              | 0              |
| Укупно                                 | 4,887,309 |          | 100   |       | 183            |                |

Од 6.333.109 регистрованих гласача на изборе је изашло 78,8%

## Изборни резултати по територији
|  |  |
|  |  |

## Последице избора
и  су се 2. децембра 2008. договорили о наставку велике коалиције, пошто ниједна странка није хтела да уђе у коалицију са крајње деничарским странкама. Савезни канцелар је постао Вернер Фајман, председник SPÖ-а.